# Repertorio Americano
Répertoire Américain était une revue culturelle publiée à San José, au Costa Rica par Joaquín García Monge. Les numéros sont parus de manière discontinue entre 1919 et 1958. Elle eut la fonction de forum de discussion pour les intellectuels latino-américains de la première moitié du XXe siècle. Son éditeur envisageait le journalisme comme un espace de promotion d'idées et d'idéaux démocratiques pour le bien commun. Ainsi, Répertoire Américain a bâti une communauté internationale qui professait l'americanisme. Parmi son orientation idéologique se trouvait le republicanisme, l'antifascisme et le pacifisme. « Il faut se rapporter à elle [la revue] lorsqu'on cherche non seulement à trouver les termes propres pour créer une histoire de la culture de l'Amérique contemporaine, mais aussi lorsqu'il se veut de souligner la connaissance des grandes figures de notre continent » . Décrit dans les mots de l'éditeur de la publication, « [les] revues servent pour que la génération pensante ou illustrée d'un pays ou d'un continent puisse y exprimer ce qu'elle pense et ce qu'elle ressent quant aux multiples incitations de la vie. Pour cela, il faut qu'il y ait de la liberté, de la tolérance et de l'inévitable action et de la réaction des avis, qui se donnent rendez-vous dans les revues ».

## Débuts de la revue

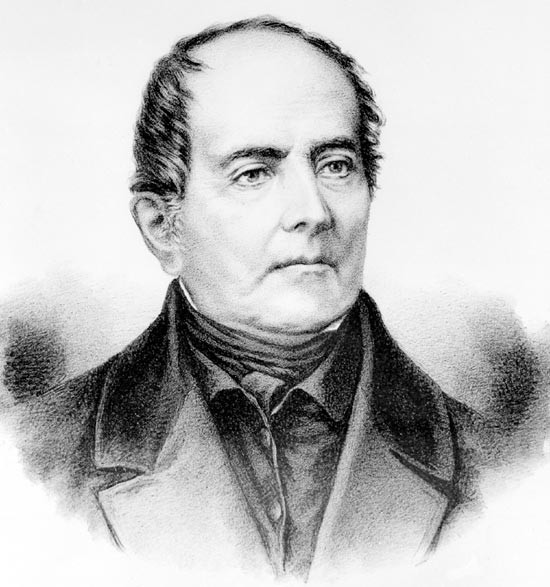
Andrés Beau a été le créateur du premier Répertoire qu'a inspiré un siècle après le Répertoire Américain

Les débuts intellectuels de la revue Répertoire Américain se fondent sur un projet précurseur : la revue Répertoire fondée par Andrés Beau à Londres un siècle avant. En date du 1er septembre 1919, apparaît le premier numéro de Répertoire Américain. Sa publication se prolonge pendant trente neuf ans jusqu'en mai 1958, lorsque son éditeur meurt, peu de temps après avoir atteint la sortie du 1 181e numéro.

La revue fut dirigée par un seul homme, Joaquín García Monge, qui y avait accumulé une longue expérience comme éditeur au sein de journaux comme La Siembra (Plantation) et Verdad (Vérité). Il a notamment partagé ces deux entreprises avec d'autres intellectuels costariciens tel que Roberto Brenes Mesén et José María «Billo» Zeledón Brenes.

Dans la première décennie du XXe siècle, Brenes Mesén conçoit l'édition des séries Ariel, et Convivio. Ces séries ont circulé largement au Costa Rica et à l'extérieur. Son expérience lui permet d'établir les bases par rapport à l'édition et à la distribution des imprimés à l'international. Lui apparaît alors la décision d'homologuer et d'actualiser le modèle de revue qu'utilisait Andrés Beau.
L'apparition de la revue Répertoire Américain est en répercussion directe aux actions répressives prises par la dictature des Tinoco. García Monge doit réaliser un voyage obligé à New York. Aux États-Unis, l'idée éditoriale en application, il essaie de persuader quelques amis et des intellectuels dans la fondation de sa future revue.
Les coûts de l'édition de Répertoire se réduisaient strictement aux dépenses liées à l'impression. Les matériaux pour le montage de ses contenus provenaient majoritairement de revues, de journaux et de livres que García recevait depuis les endroits les plus lointains de l'Amérique et de l'Espagne. 

## Croissance et développement
Au fil du temps, le prestige de la revue croît auprès du cercle des intellectuels et des écrivains. Les contenus publiés changent : la majorité des textes soumis sont des collaborations inédites. Dans quelques cas, les auteurs doivent attendre leur tour pour passer en comité de lecture.
Au début des années 1920, l'éditeur commence à introduire des notes indépendantes intitulées De los libros que nos llegan (Des livres qui nous parviennent). Cette même décennie, il crée une colonne nommée Noticiero (journal). Il y incluait des nombreuses notes de livres, d'auteurs, de revues, de lettres, que lui étaient envoyées, et les réponses à des inquiétudes très diverses chez ses lecteurs, amis et écrivains du monde.
En 1924, la section Un estante de obras escogidas (Une étagère d'œuvres choisies) apparaît, avec l'annonce suivante : « À bon prix et en argent comptant, l'éditeur du Répertoire Américain prend la commission de vendre… » et tout de suite après, il y est écrit une liste de livres avec leur prix respectif. Sous cette modalité, des centaines de livres sont annoncés, comprenant quelques ouvrages difficiles à connaître autrement. Des fois les livres étaient annoncés sous des titres alternatifs, mais l'idée était la même : mettre à disposition du public lecteur de Répertoire Américain des livres et brochures d'occasion à prix raisonnables.
En 1925 et pendant plusieurs années, l'éditeur incluait Índice (Index). Cette section consistait essentiellement à lister des livres récents consacrés à un sujet ou à un pays. La même année, la section Bibliografía titular (Bibliographie titulaire) est également publiée. Il s'agissait d'un compte rendu hebdomadaire d'extraits, de références des livres et de pamphlets reçus d'auteurs et des maisons d'édition. Cette colonne a changé son nom en 1935, désormais elle est appelée Livres et auteurs ou Nouveautés de livres et d'auteurs. Un grand nombre de ces livres étaient des cadeaux des auteurs ou des maisons d'édition à mettre en vente, une partie de ces revenus étant consacrée au financement de la revue.
À la fin des années 1920, García Monge consacra plusieurs numéros de la revue à donner les noms et les adresses des écrivains des Amériques dans une section intitulée Señas de escritores (Signes d'écrivains). Il estimait important d'obtenir et de diffuser du plus grand nombre les données concernant les écrivains américains. Son projet lui a valu le surnom de « coordonnateur de l'Amérique », inventé par le Mexicain Alfonso Reyes. Cet intérêt était peut-être lié à son activité d'éditeur et à la nature continentale du magazine.

## Contenus
Dans son premier numéro, Repertorio Americano est présenté sous la description de « Revue de presse castillane et étrangère. De philosophie et lettres, arts, sciences et éducation, miscellanées et documents » . Son titre, par la suite, a évolué sous une notice abrégée de « Cahiers de culture hispanique ». La revue a cependant toujours gardé un espace pour les articles de toutes les disciplines.
Elle a accueilli aussi des images, notamment des gravures d'Emilia Prieto et de Francisco Amighetti, ainsi que des dessins de Carlos Salazar Herrera, de Juan Manuel Sánchez et de Manuel de la Cruz González, ou encore des peintures et des sculptures de Max Jiménez. Le travail de sculpture de Francisco Zúñiga a d'ailleurs reçu une notice publiée au sein de la revue, avant que l'artiste s'exile en Mexique. 
Au début, la revue était bimensuelle ; ensuite ses apparitions se firent plus espacées.
De première ou de deuxième main, il y figure des articles de Gabriela Mistral, de Pablo Neruda, de Victoria Ocampo, de Teresa de la Parra, de Alfonso Reyes et de José Vasconcelos, parmi beaucoup d'autres.
En ce qui concerne les Costariciens, presque tous les intellectuels du Costa Rica, figures de la première moitié du XXe siècle, y ont participé. Par exemple Carlos Luis Fallas qui a d'ailleurs qu'il a présenté dans Répertoire Américain la première partie de Gentes y gentecillas (Les gens et les gens). On peut nommer tout autant les noms de Max Jiménez, de Julián Marchena, d'Eunice Haine, de Lilia Ramos, de Moisés Vincenzi ou de Juan José Carazo.

## La nouvelle époque
Après plusieurs années d'absence dans le panorama culturel costaricien, la revue Repertorio Americano reprend sa publication en 1974 lorsqu'il est pris en charge par l'Universidad Nacional de Costa Rica - à laquelle les droits furent cédés - par l'intermédiaire de l'Institut d'études latino-américaines.
Les nouvelles éditions apparaissent avec cette nouvelle époque et en affichant une numération des publications qui ont recommencé à partir du numéro 1. Le format change, mais la revue affiche des réminiscences du modèle traditionnel, trace identitaire de l'ancienne revue apparut en 1919 lorsqu'elle était dirigée par Joaquín.
Les éditions régulières sont semestrielles et ils traitent de thèmes miscellanées liés surtout avec l'Amérique Latine. L'édition prétend raviver le sens d'universalité de l'ancien Répertoire Américain avec des thèmes et des problèmes propres d'autres lieux au-delà de l'Amérique latine. Les modalités et les genres accoutumés étaient : articles, essais, narrations, poésies, textes dramatiques, témoignages, textes épistolaires, rapports ou avancées de recherches, bibliographies critiques, notices, dessins, gravures... 
Dans un discours qui n'a jamais eu l'occasion d'être prononcé, Joaquín García Monge parle de la revue :
«Pendant l'espace de 25 ans le RÉPERTOIRE a été tribune et chaire où le public américain à entendu Jefferson et les Sarmiento, les Lincoln et les Martí, les Emerson, et les a Rodó, les Whitman et les Darío, les James et les Hostos. Dans la galerie de ces pages, Washington et Bolívar, et Saint-Martin et Ou'Higgins, et Miranda et Morelos et Hidalgo, et Montalvo et González Prada, Vasconcelos et Y ait de la Tour, et Ingénieurs et les Cas, les Lugones et les Alfonso Reyes, les Waldo Frank et les Gabriela Mistral... illustrent avec leur exemple ... Tous ceux qui ont eu un message pour la jeunesse ou pour sa patrie, messages de liberté ou de libération, de droit et de justice dans les dimensions du Continent».